# Kim Roi-ha
Kim Roi-ha (en Hangul, 김뢰하; Hanja, 金雷夏; RR, Kim Roe-ha) es un actor surcoreano.

## Biografía
Estudió en la Universidad Dankook.
El 10 de septiembre de 2006 se casó con la actriz Park Yoon-kyung en el Park Eul-bok Embroidery Museum en Ui-dong, Seúl.

## Carrera
Es miembro de la agencia DOA Corporation. Previamente formó parte de las agencias RedLine Entertainment (레드라인엔터테인먼트) y Hunus Creative.
El 19 de febrero de 2000 apareció en la película Barking Dogs Never Bite donde interpretó a Choi, un vagabundo que vive en el sótano del apartamento.
En 2002 se unió al elenco recurrente de la serie Jeon Woo-chi donde dio vida a Mak-gae, un hombre que ayuda a Lee Hye-ryung (Baek Jin-hee) a buscar a su hermano.
En noviembre de 2006 se unió al elenco recurrente de la serie Lovers donde interpretó a Nam Chang-bae, un gángster y presidente de un club nocturno.
En mayo de 2008 se unió al elenco recurrente de la serie Iljimae donde dio vida a Sa-cheon, un asesino del Rey.
El 23 de julio de 2021 apareció en el especial Kingdom: Ashin of the North donde interpretó a Ta Hab, el padre de Ashin (Jun Ji-hyun) y jefe de la aldea.
En agosto del mismo año se unió al elenco recurrente de la serie The Road: Tragedy of One donde interpretó a Hwang Tae-seop, un miembro de la Asamblea Nacional.

## Filmografía

### Series de televisión
| Año      | Título                                      | Personaje          | Notas                     | Ref.        |
| -------- | ------------------------------------------- | ------------------ | ------------------------- | ----------- |
| 2006     | Special of My Life                          | Número 2           |                           |             |
| 2006     | Lovers                                      | Nam Chang-bae      |                           |             |
| 2007     | War of Money (Money's Warfare)              | Kim Dong-goo       |                           |             |
| 2008     | Iljimae                                     | Sa-cheon           |                           |             |
| 2009     | Swallow the Sun                             | -                  |                           |             |
| 2009     | A Man's Story                               | Oh Sang-won        |                           |             |
| 2010     | Legend of the Patriots (Comrades)           | Park Il-kwon       |                           |             |
| 2011     | The Princess' Man                           | Jo Seok-joo        |                           |             |
| 2011     | Little Girl K                               | Jang Se-wook       |                           |             |
| 2011-12  | Lights and Shadows                          | Jo Tae-soo         |                           |             |
| 2012     | Drama Special Season 3 - "The Great Dipper" | Cpt. Jo Han-seong  | 1 episodio                |             |
| 2012-13  | Jeon Woo-chi                                | Mak-gae            |                           | [ 4 ]       |
| 2013 -14 | The King's Daughter, Soo Baek-hyang         | Ttol-dae           |                           |             |
| 2014     | Inspiring Generation                        | Shin Ga-jum        |                           |             |
| 2015     | Shine or Go Crazy                           | Eun Chun           |                           | [ 5 ]       |
| 2015     | Late Night Restaurant                       | Chul-min           | Invitado, ep. 18          |             |
| 2016     | The Sound of Your Heart                     | Kim Nam-chul (Mex) | Iinvitado, ep. 5          |             |
| 2017     | Voice                                       | Nam Sang-tae       |                           |             |
| 2017     | Whisper                                     | Baek Sang-goo      |                           |             |
| 2018     | Let Me Introduce Her                        | Kim Sung-ho        |                           |             |
| 2019     | The Running Mates: Human Rights             | Han Gwang-ho       |                           |             |
| 2021     | Kingdom: Ashin of the North                 | Ta Hab             | 1 episodio                |             |
| 2021     | Joseon Exorcist                             | Rey Taejo          | Aparición especial, ep. 1 |             |
| 2021     | The Road: Tragedy of One                    | Hwang Tae-seop     |                           |             |
| 2021     | Crime Puzzle                                | Kim Gwan-ho        |                           | [ 6 ]       |
| 2022     | Connect                                     | Detective Choi     |                           | [ 7 ] [ 8 ] |
| 2022-23  | La gran apuesta                             | Padre de Mu-sik    |                           | [ 9 ]       |
| 2024     | My Sweet Mobster                            | Seo Tae-pyeong     |                           |             |
| 2024     | Una maleta                                  |                    |                           |             |

### Películas
| Año  | Título                               | Personaje              | Notas                                                                          |
| ---- | ------------------------------------ | ---------------------- | ------------------------------------------------------------------------------ |
| 2018 | Default                              | -                      |                                                                                |
| 2017 | The Silence of The Dogs              | -                      |                                                                                |
| 2016 | Proof of Innocence                   | Gerente Park           |                                                                                |
| 2014 | The Stone                            | Nam-hae                |                                                                                |
| 2014 | Monster                              | Ik-sang                | [ 10 ] [ 11 ]                                                                  |
| 2012 | Doomsday Book                        | Padre de Yoon Seok-woo |                                                                                |
| 2011 | Hindsight                            | Kim Gi-chul            |                                                                                |
| 2010 | A Little Pond                        | Padre de Gae-bi        | [ 12 ]                                                                         |
| 2009 | The Weird Missing Case of Mr. J      | Inspector Park         |                                                                                |
| 2008 | Dachimawa Lee                        | General Kim            |                                                                                |
| 2008 | Radio Dayz                           | Mr. Noh                |                                                                                |
| 2007 | Wide Awake (Return)                  | Lee Myung-seok         | junto a Kim Myung-min, Yoo Jun-sang, Kim Tae-woo, Kim Yoo-mi y Baek Seung-hwan |
| 2006 | The Host                             | Hombre en el funeral   |                                                                                |
| 2006 | Detective Mr. Gong                   | CEO Cheon              |                                                                                |
| 2006 | Forbidden Quest                      | Eunuco                 |                                                                                |
| 2005 | A Bittersweet Life                   | Mun-suk                |                                                                                |
| 2004 | Father And Son: The Story Of Mencius | "Honest"               |                                                                                |
| 2003 | Memories of Murder                   | Det. Jo Yong-koo       |                                                                                |
| 2002 | Jungle Juice                         | -                      |                                                                                |
| 2000 | Barking Dogs Never Bite              | Mr. Choi               |                                                                                |
| 1999 | Rainbow Trout                        | -                      |                                                                                |
| 1998 | The Soul Guardians                   | Kim Seok-tae           |                                                                                |
| 1998 | Whispering Corridors                 | Maestro de Matemáticas |                                                                                |
| 1994 | Incoherence                          | Fiscal Byun            | "The Night of Pain"                                                            |
| 1994 | Baeksekin (White Man)                | -                      | (corto)                                                                        |

### Programas de variedades
| Año  | Título                                    | Notas                    |
| ---- | ----------------------------------------- | ------------------------ |
| 2019 | Law of the Jungle in Lost Jungle & Island | (ep. #368-372) - miembro |
| 2018 | Running Man                               | (ep. #414) - invitado    |
| 2018 | Movie Room                                | (ep. #7) - invitado      |
| 2017 | Island Trio                               | (ep. #8-12) - invitado   |
| 2014 | Radio Star                                | (ep. #402) - invitado    |
| 2014 | Youth Express                             |                          |

### Teatro
| Año        | Título                                   | Personaje            | Notas |
| ---------- | ---------------------------------------- | -------------------- | ----- |
| 2013       | Pumba (품바)                             | -                    |       |
| 2012       | When the Sun Rises (둥근 해가 떴습니다)  | -                    |       |
| 2011       | A Story of Old Thieves (늘근도둑 이야기) | -                    |       |
| 2008       | The Tenant (임차인)                      | -                    |       |
| 2003       | Come and See Me (날 보러와요)            | -                    |       |
| 2001, 2010 | Yi (이)                                  | Yeonsangun de Joseon |       |

### Radio
| Año  | Título                         | Notas |
| ---- | ------------------------------ | ----- |
| 2016 | EBS 책 읽는 라디오 낭독 시리즈 |       |

### Anuncios
| Año  | Título             | Notas |
| ---- | ------------------ | ----- |
| 2019 | 슈퍼셀 브롤스타즈  |       |
| 2006 | 솔로몬상호저축은행 |       |
| 2004 | 현대카드 M         |       |

## Premios y nominaciones
| Año  | Categoría                                 | Premio               | Trabajo                | Resultado |
| ---- | ----------------------------------------- | -------------------- | ---------------------- | --------- |
| 2010 | Excellence Award, Actor in a Serial Drama | KBS Drama Award      | Legend of the Patriots | Nominado  |
| 2001 | Best Actor                                | Dong-A Theatre Award | Yi                     | Ganó      |